# Frédéric Lenoir
Frédéric Lenoir (3 de junho de 1962, Madagascar) é um filósofo, sociólogo e escritor especialista em religiões e espiritualidade. Formou-se na École des hautes études en sciences sociales (EHESS), onde trabalha atualmente. Começou em 2009 e mantém uma emissão de rádio semanal sobre cultura da França, Les racines du ciel. Codirigiu três enciclopédias, e é o autor de mais de 40 obras, todas com enorme sucesso, traduzidas para mais de 20 línguas.

## Biografia
Aos 13 anos, o pai, antigo Secretário do Estado para a acção social de Valéry Giscard d'Estaing, dá-lhe, a ler, O Banquete, de Platão. Frédéric continua suas leituras com Epicuro e Aristóteles, antes de se virar para o Oriente com livros de Arnaud Desjardins, ao que se seguiu uma viagem à Índia para estar com os budistas tibetanos.
Seguiu-se um curso de filosofia na Universidade de Friburgo, na Suíça, onde encontrou o religioso dominicano Marie-Dominique Philippe, que havia fundado, em 1975, a Communauté Saint-Jean (Comunidade São João). Fréderic passará três anos na comunidade enquanto segue o curso de filosofia. Em 1986, começou, na École des hautes études en sciences sociales (EHESS), uma tese de doutoramento sobre o budismo e o Ocidente que viria a obter a unanimidade com louvor do júri.
A partir de 1996, colaborou com L'Express e, em 2004, tomou a direcção de Le Monde des religions, onde se desenvolvem os grandes pensamentos religiosos actuais. 

## Controvérsias
O seu livro Comment Jésus est devenu Dieu provocou uma reacção do teólogo jesuíta Bernard Sesboüé, que lhe respondeu no livro Christ, Seigneur et fils de Dieu - Libre réponse à Frédéric Lenoir.

## Prêmios
Frédéric Lenoir recebeu inúmeros prémios em França e no estrangeiro, entre os quais:
- Prix européen des écrivains de langue française por Les métamorphoses de Dieu ;
- 2004, Prix des maisons de la presse por La promesse de l'ange ;
- 2008, prémio Livre et droits de l’homme  por Tibet, le moment de vérité;
- 2010, Prix Louis Pauwels da Société des gens de lettres por Socrate, Jésus, Bouddha ;
- 2011, Prix Alef por Petit traité de vie intérieure ;
- 2012, Prix Saint-Augustin pelo diálogo inter-religioso Mediterrâneo, como director da redacção do Monde des Religions ;
- 2013, Prix Arturo Carlo Jemolo de Turin pelo conjunto da sua obra e como director da redacção do Monde des Religions;[6]
- 2013, Prix de l'excellence économique por La guérison du monde (melhor ensaio económico de 2012)
- 2013, Prix Bien-être Philips

## Obras

### Ensaios e documentos
- Le temps de la responsabilité, posfácio de Paul Ricœur (ensaio , 1991)
- Sectes, mensonges et idéaux, com Nathalie Luca (enquête, 1998)
- Le bouddhisme en France (ensaio , 1999)
- La Rencontre du bouddhisme et de l'occident (ensaio , Albin Michel, 2001)
- L'Epopée des Tibétains entre mythe et réalité, com Laurent Deshayes (ensaio , Fayard, 2002)20
- Les métamorphoses de Dieu: des intégrismes aux nouvelles spiritualités (ensaio , 2003)
- com Marie-France Etchegoin: Code Da Vinci: l'enquête (2004)
- com Hubert Reeves: Mal de Terre (ensaio , 2005)
- Le Christ philosophe (ensaio , 2007)
- Tibet, le moment de vérité (ensaio, 2008, Prix des droits de l'homme de la ville de Nancy) 21
- Petit traité d'histoire des religions (ensaio, 2008)
- Socrate, Jésus, Bouddha. Trois maîtres de vie (ensaio, 2009, Prix Louis Pauwels de la Société des gens de lettres 2010)22
- com Marie-France Etchegoin: La Saga des francs maçons (ensaio, Robert Laffont, 2009)
- Comment Jésus est devenu Dieu (ensaio, Fayard, 2010)
- Petit traité de vie intérieure (ensaio , Plon, 2010 - Prix Alef 2011)23
- La guérison du monde (ensaio , Fayard, 2012)
- Du bonheur, un voyage philosophique (ensaio, Fayard, 2013)

### Livros de entrevista
- Les communautés nouvelles, interview des fondateurs (1988)
- Les risques de la solidarité, com Bernard Holzer (entrevista, 1989)
- Les trois sagesses, com M.D. Philippe (entrevista, 1994)
- com Gyétrul Jigmé Norbou, Robert Le Gall: Le moine et le lama, (2000). Entrevista entre um monge beneditino e um lama tibetano.
- com Annick de Souzenelle, L'Alliance oubliée (entrevista, Albin Michel, 2005)
- com l'Abbé Pierre: Mon Dieu... pourquoi? Petites méditations sur la foi chrétienne et le sens de la vie (entrevista, 2005)
- Dieu, entrevista com Marie Drucker (Robert Laffont, 2011)

### Direcção de obras enciclopédicas
- com Ysé Tardan-Masquelier (sobre a direção de): Encyclopédie des religions, coffret 2 volumes, nouvelle édition revue et augmentée (2000)
- com Jean-Philippe de Tonnac, Collectif: La mort et l'immortalité: Encyclopédie des savoirs et des croyances (2004)
- com Ysé Tardan-Masquelier: Le livre des Sagesses: L'aventure spirituelle de l'humanité (Encyclopédie, 2005)

### romances e contos
- Le Secret (romance, Albin Michel, 2001)
- com Violette Cabesos: La Promesse de l'ange (romance, Albin Michel, 2004, prix des maisons de la presse)
- L'oracle della Luna (romance, Albin Michel, 2006)
- com Violette Cabesos: La Parole perdue (romance, Albin Michel, 2011)
- L'Âme du monde (conto iniciático, Nil Éditions, 2012)
- com Simonetta Greggio: Nina (romance, éditions Stock, 2013)

### Teatro
- Bonté divine!
- Renaissance (spectacle musical)

### Bandas desenhadas
- La Prophétie des Deux Mondes (cenário: Frédéric Lenoir, desenho: Alexis Chabert; tome 1: "L'Etoile d'Ishâ", Albin Michel, 2003 ; tome 2 : "Le Pays sans retour", Albin Michel, 2004 ; tome 3 : "Solâna", Albin Michel, 2005 ; tome 4 : "La Nuit du Serment", Ed. Vent des Savanes, avril 2008)
- L'Elu. Le fabuleux destin de George W. Bush. Sa vie, son oeuvre, ce qu'il laisse au monde... (cenário: Frédéric Lenoir. desenho: Alexis Chabert, L'Echo des Savanes, 2008)
- L'oracle della Luna (cenário: Frédéric Lenoir, desenho: Griffo, découpage: Rodolphe; tomo 1: "Le maître des Abruzzes", éd. Glénat, 2012 ; tomo 2: "Les amants de Venise", éd. Glénat, 2013 ; tome 3 : "Les hommes en rouge", éd. Glénat, 2013)